# Théophile Iserentant

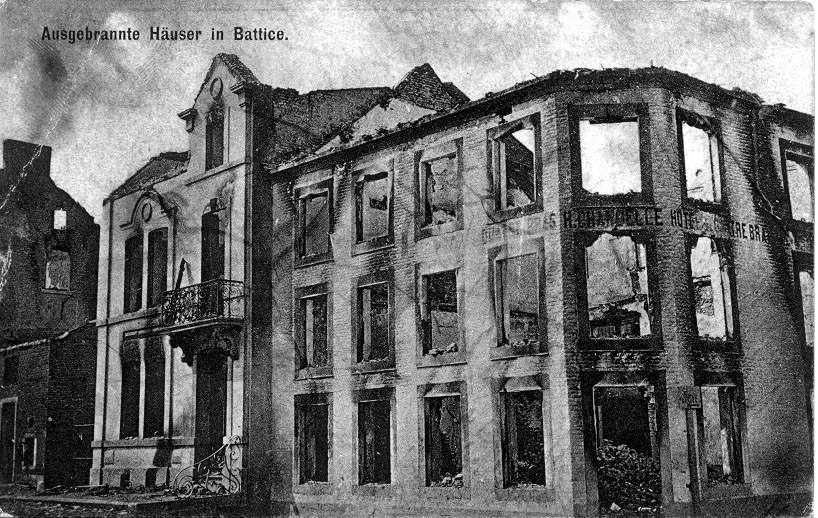
Duitse foto van het uitgebrande Herve (België, 1914)

Théophile Iserentant (Herve, 1860 – Herve, 4 januari 1921) was burgemeester van de stad Herve (België) ten tijde van de Duitse opmars door België tijdens de Eerste Wereldoorlog. Herve werd de eerste ville-martyr of martelaarsstad in België.

## Levensloop
Iserentant was notaris in Herve van 1886 tot 1921. Hij was ook plaatsvervangend vrederechter voor het kanton Herve. Hij was provincieraadslid van de provincie Luik (1894-1898) en nadien burgemeester van Herve van 1903 tot zijn dood in 1921.
In augustus 1914 vielen Duitse soldaten Oost-België binnen bij het uitbreken van de Eerste Wereldoorlog. Een Pruisische kolonel liep naar burgemeester Iserentant met de beschuldiging dat er weerstanders in zijn stad zaten die hij ging straffen. Iserentant mocht, als kleine gunst, de avond voor de represailles, in de straten rondlopen met een klaroen. Zo bereikte hij de burgers en vroeg hen zich te verschuilen. De represailles kwamen er omdat tijdens de opmars van de Duitse troepen heel wat Duitse militairen sneuvelden. Dit kwam door de weerstand geboden vanuit het Belgisch fort Fléron maar ook door eigen Duits vuur. De Duitsers namen wraak door 850 burgers te doden in Herve en buurgemeente Battice en door 1.500 woningen in brand te steken (5-8 augustus 1914). Ook het stadhuis van Herve ging in vlammen op, zoals een deel van de stad. Burgemeester Iserentant organiseerde de noodhulp vanuit zijn huis, en dit gedurende vier oorlogsjaren.